# Enterite
Enterite (entero-, intestino + -ite, inflamação) é um termo abrangente para inflamação na mucosa do intestino delgado. Geralmente causado por infecção alimentar, ou seja, consumo de bactérias, toxinas ou vírus patógenos em alimentos ou água.

## Causas
Dentre os causadores de infecções bacterianas mais comum estão:
- Campylobacter jejuni (campilobacteriose)
- Salmonela (salmonelose)
- Enterite por E. coli
- Shigella (shingelose)
- Yersinia enterocolitica (yersinose)
- Staphylococcus aureus (enterite estafilocócica)
- Clostridium perfringens (enterite necrotizante)
- Enterite por Bacillus cereus
- Enterite por Vibrio parahemolyticus

A maioria das enterites são causadas por enterobacteriaceae, bacilos gram-negativos muito comuns em todo o mundo. Frequentemente elas são transmitidas pelo consumo de carne pouco cozida (maioria dos casos ), laticínios não-pasteurizados, manuseio desprotegido da carne, alimentos mal lavados ou água/bebidas infectados pelas fezes de animais contaminados.
Dentre os causadores de enterites virais destacam-se:
- Rotavírus;
- Agente de Norwalk e;
- Adenovírus.

Outras causas incluem:
- Radiação;
- Medicamentos como ibuprofeno e naproxeno sódico;
- Anfetaminas como cocaína;
- Doenças autoimunes, como Doença de Crohn

## Sinais e sintomas
Possíveis sintomas incluem:
- Dor abdominal;
- Diarreia grave;
- Falta de apetite;
- Náusea e vômito;
- Melena (Perda de sangue e muco nas fezes);
- Febre.

## Complicações
A complicação mais comum é desidratação com desequilíbrio eletrolítico. Outras complicações mais raras incluem:
- Síndrome do intestino irritável;
- Síndrome hemolítico-urêmica;
- Púrpura trombocitopênica trombótica;
- Síndrome de Guillain-Barré;
- Artrite reativa, como sintoma de Síndroma de Reiter.

## Diagnóstico
Enterites bacterianas podem ser identificadas através do cultivo das fezes em meio adequado.

## Tratamento
Os casos leves e moderados geralmente são auto-limitados, ou seja, melhoram mesmo sem tratamento. A reidratação com soluções de eletrólitos (soro fisiológico) é o cuidado mais importante, pois a desidratação e desbalance eletrolítico pode ser fatal, especialmente em crianças pequenas e idosos. O soro pode ser bebido ou injetado intravenosamente dependendo da capacidade do paciente de consumir líquidos. Soro caseiro pode ser feito com uma colher de açúcar e uma pitada de sal.
Casos graves de infecção bacteriana, ou seja, quando persistem mais de quatro dias, envolvem febre alta e sangue nas fezes, são tratados com antibióticos adequados ao agente causador. Casos de danos por radiação podem requerer cirurgia para retirar a parte lesionada.
Medicamentos anti-diarreicos não são recomendados, pois podem retardar a saída dos patógenos do intestino. 